# Національний чемпіонат 2
Національний чемпіонат 2 (фр. National 2), в минулому Ама́торський чемпіона́т Фра́нції з футбо́лу (фр. Championnat de France amateur) — четвертий футбольний дивізіон в системі футбольних ліг Франції. Має напівпрофесіональний статус, оскільки в турнірі беруть участь як професіональні, так і аматорські клуби. Команди поділені на чотири групи (A, B, C, D), у кожній з яких існує свій календар ігор. Чемпіонат триває з серпня по травень з двотижневою перервою в грудні та січні на Різдвяні канікули. За результатами сезону переможці своїх груп отримують право підвищення в Національний чемпіонат; гірші команди з кожної групи опускаються в Національний чемпіонат 3.

## Історія
Є спадкоємцем Дивізіону 3 (1971—1993), Аматорського чемпіонату Франції, який проходив з 1931 по 1971 рік та .
Аматорський чемпіонат був створений перед сезоном 1993/94 під назвою «Національний чемпіонат 2» (National 2). Перші три роки переможцем вважався будь-який клуб, що зайняв перші місця в своїх групах, незалежно від того, чи був він самостійним або дублюючим основного клубу. 
1998 року формат був змінений, для резервних клубів була створена окрема таблиця, вони стали розігрувати по закінченні сезону міні-турнір між собою для визначення чемпіона дублюючих складів, а турнір отримав назву Аматорський чемпіонат Франції (фр. Championnat de France amateur). 2001 року Федерація футболу Франції повернула старий тип турніру: дублери як і раніше стали брати участь у загальних розіграші, але не мали права підвищення у вищу лігу.
Після територіальних реформ у Франції 2015 року, починаючи з сезону 2017/18, турнір отримав назву Національний чемпіонат 2 (фр. National 2).

## Формат проведення
Клуби поділяються на чотири групи за належністю до регіону. У турнірі можуть брати участь як самостійні аматорські клуби, так і резервні склади професійних команд вищих дивізіонів. Сезон триває з серпня по травень і проходить у два кола, так що кожен клуб за сезон проводить по два матчі один з одним в межах своєї групи. 
Відмінною особливістю турниру тривалий час була система нарахування очок: за перемогу давалось 4 пункти, за нічию — 2, і одне за поразку, втім перед сезоном 2016/17 цей формат був скасований. За підсумками сезону команди ранжуються за кількістю набраних очок, наступним за пріоритетністю є різниця м'ячів та кількість забитих голів. Переможці кожної з груп удостоюються звання чемпіона та отримують право перейти в Національний чемпіонат. Команди, що зайняли останні місця в кожній з груп опускаються в Національний чемпіонат 3.

## Переможці за роками
До сезону 1997-98 у чемпіонаті визначався один переможець, який набрав очок більше, ніж у всіх інших команд. З сезону 1997/98 крім основного переможця став розігруватися міні-турнір команд-дублів клубів, які грають у вищих лігах. Цей турнір розігрувався до 2011 року включно серед чотирьох дублюючих команд (по одному найкращому з дублерів з кожної групи). 
| Рік  | Переможець    | Переможець серед дублерів |
| ---- | ------------- | ------------------------- |
| 1994 |               | Осер Б                    |
| 1995 | Васкеаль      |                           |
| 1996 |               | Осер Б                    |
| 1997 |               | Мец Б                     |
| 1998 | Валансьєн     | Ліон Б                    |
| 1999 | Клермон       | Осер Б                    |
| 2000 | Діжон         | Гавр Б                    |
| 2001 | Лузітанос     | Ліон Б                    |
| 2002 | Шербур        | Марсель Б                 |
| 2003 | Аяччо         | Ліон Б                    |
| 2004 | Круа-де-Савоя | Ренн Б                    |
| 2005 | Булонь        | не нагородувався          |
| 2006 | Бове          | Ліон Б                    |
| 2007 | Вільмомбль    | Ренн Б                    |
| 2008 | Круа-де-Савоя | Монако Б                  |
| 2009 | Люзенак       | Ліон Б                    |

| Рік  | Переможець      | Переможець серед дублерів |
| ---- | --------------- | ------------------------- |
| 2010 | Кольмар         | Ліон Б                    |
| 2011 | Ле-Пуаре-сюр-Ві | Ліон Б                    |
| 2012 | Бастія          |                           |
| 2013 | Дюнкерк         |                           |
| 2014 | Авранш          |                           |
| 2015 | Седан           |                           |
| 2016 | Ліон-Дюшер      |                           |
| 2017 | Гренобль        |                           |
| 2018 | Дрансі          |                           |